# 鈴木宏那
鈴木 宏那（すずき ひろな、1993年5月24日 - ）は、日本のタレント、女優。旧活動名は本名である鈴木花衣（すずきかい）。
2013年ミス東海大学グランプリ受賞。所属事務所は、スカイアイ・プロデュース。

## 人物
小学生の頃よりミュージカルに出演。女優の天海祐希に憧れ15歳から18歳まで宝塚音楽学校を受験するが合格を逃す。その後、女優を目指し活動を始める。東海大学出身（2016年3月卒業）。
特技はバレエ、お囃子

## 出演

### テレビ
- ガリレオ（2013年、フジテレビ）
- Woman（2013年、日本テレビ）美術予備校同級生役
- ミス・パイロット（2013年、フジテレビ）キャビンアテンダント役
- 土曜ワイド劇場「森村誠一作家50年記念企画・終着駅の牛尾刑事VS事件記者・冴子」(2016年、テレビ朝日)
- 中居正広の金曜日のスマたちへ（2015年より.TBS）
- 総合診療医ドクターG（2016年、NHK）
- 林先生が驚く初耳学!（2016年、MBS制作・TBS系列）モニターモデル出演
- 直撃!コロシアム!! ズバッと!TV（2016年、TBS）猫好きパネラー出演
- ドラマ24「侠飯～おとこめし～」（2016年、テレビ東京）
- 好きな人がいること（2016年、フジテレビ）
- 全力坂　サブウェイ篇「SPYCY!」キャンペーン（2016年、テレビ朝日）主演
- にっぽんトレッキング100「カシャっとザック」（2016年、NHK BSプレミアム）8/25.8/26回担当
- 地味にスゴイ! 校閲ガール・河野悦子（2016年、日本テレビ）
- Chef〜三ツ星の給食〜（2016年、フジテレビ）レポーター役
- キャバすか学園（2016年、日本テレビ） - マジすか学園生徒役
- IQ246〜華麗なる事件簿〜（2016年、TBSテレビ）
- ドクターX〜外科医・大門未知子〜 season4（2016年、テレビ朝日） - 看護師役レギュラー出演
- リテイク 時をかける想い(2016年、東海テレビ)
- 突然ですが、明日結婚します（2017年、フジテレビ）
- 東京タラレバ娘（2017年、日本テレビ）第5話〜第8話
- 三匹のおっさん3（2017年、テレビ東京）ゲスト出演同級生役
- 地味にスゴイ！DX　校閲ガール・河野悦子（2017年、日本テレビ）Lassy編集部員
- ザ・ブラックカンパニー（2018年、フジテレビTWO）竹村美咲役
- 平昌オリンピック特番スピードスケート「メダルラッシュを支えた最強スーツ」（2018年、フジテレビ）
- 爆報! THE フライデー（2018年、TBSテレビ）パリー木下役
- 奇跡体験!アンビリバボー（2018年5月、フジテレビ）あなたならどうする？決断スペシャル「壮絶！暴走バスを止めろ」雅子役
- 今日から俺は!!（2018年、日本テレビ）私立軟葉高校2年3組　鈴木佳代役
- 神ノ牙ーJINGA－（2018年、TOKYO-MX）
- わたし、定時で帰ります。（2019年、TBSテレビ）稲吉佳奈役
- 爆報! THE フライデー　（2020年、TBSテレビ）Sugerモーリの妹役
- 美食探偵 明智五郎　（2020年、日本テレビ)
- MIU404　（2020年、TBSテレビ)
- 今日から俺は!!スペシャルドラマ　（2020年、日本テレビ）鈴木佳代役
- そのご縁、お届けします～メルカリであったほんとの話～（2020年、TBSテレビ)
- 日曜劇場　天国と地獄～サイコな２人～　（2021年、TBSテレビ）林さおり役
- ラヴィット！～日本でいちばん明るい朝番組　（2021年、4月12日放送分）クイズコーナーＶＴＲ出演
- 日曜劇場　ドラゴン桜　（2021年、TBSテレビ）体育教師役レギュラー出演
- よるおびドラマ　この初恋はフィクションです　（2021年　TBSテレビ）桜彩館高校教師役　レギュラー出演
- 木曜ドラマ　緊急取調室　（2021年　テレビ朝日）保育園の先生役
- 日曜劇場　下剋上球児（2023年　TBSテレビ）体育教師役レギュラー出演
- 9ボーダー（2024年4月19日 - 、TBS）[1]KURAブランド戦略部レギュラー出演

### 映画
- 相棒 -劇場版III- 巨大密室! 特命係 絶海の孤島へ（2014年、東映系）和泉聖治監督
- 勝手にふるえてろ（2017年）　大九明子監督
- 私の人生なのに（2018年）　原桂之介監督
- 劇場版「今日から俺は!!」（2020年）　鈴木佳代役　福田雄一監督
- ブレイブ～群青戦記～（2021年）星徳学院高等学校生徒役　本広克行監督

### モデル
- 「リンパサイズダイエット」（学研）
- TokyoFashionCollection（2013年）
- アサクサコレクション（2013年）
- StreetCollection（2015年）
- ストックフォトモデル

### CM
- ポリグリップ
- ポリデント
- ジャパンネット銀行 WebCM（2015年）
- 雪印メグミルク　重ねドルチェ「カサネテク」webムービー
- 綾鷹　にごりほのか（2017年　女学生役）
- 爽健美茶　健康素材の麦茶（2017年　サブキャスト）
- ベルーナ（2017年）
- トレンドマイクロ社　ウイルスバスタークラウド・デジタルライフサポートプレミアム（2017年）
- ジョイフル本田リフォーム（2017年）
- 伊藤園　RelaxPEACH webCM（2017年）
- 井関食品「熱中飴」TV CM（2018年）
- 玉川衛材「フィッティ」ダンサー（2018年）
- ベストハウジングＷＥＢｃｍ（2020年）
- 三井物産「ウェルちょ」ＷＥＢｃｍ（2021年）
- 株式会社エムロック　ケノン

### 舞台
- 「名古屋大阪恋戦争」ヒロイン.岡崎秋絵役（2014年）
- エアースタジオプロデュース「juliet」芹沢彩役（2016年）
- エアースタジオプロデュース「絢爛とか爛漫とか」小林すえ役（2016年）

### その他
- 9mm Parabellum Bullet　MV（2017年　「眠り姫」）
- NGT48　MV「出陣」（2017年）
- 沖縄島ガールチャンネル（沖縄美ら海フェア食レポート）